# Championnats d'Europe de cross-country 2013
Navigation
Budapest 2012 Samokov 2014
Les 20e Championnats d'Europe de cross-country (en anglais: 20th SPAR European Cross Country Championships) se déroulent le 8 décembre 2013 à Belgrade, en Serbie.

## Compétition
Les Championnats d'Europe de cross-country comprennent six épreuves au total. Les distances varient en fonction de la catégorie (Seniors, Espoirs, Juniors) et du sexe (Hommes, Femmes).
| Catégorie | Hommes   | Femmes  |
| --------- | -------- | ------- |
| Seniors   | 10 000 m | 8 000 m |
| Espoirs   | 8 000 m  | 6 000 m |
| Juniors   | 6 000 m  | 4 000 m |

## Résultats

### Seniors

#### Hommes
| Rang | Athlète                  | Pays        | Temps       |
| ---- | ------------------------ | ----------- | ----------- |
|      | Alemayehu Bezabeh        | Espagne     | 29 min 11 s |
|      | Polat Kemboi Arikan      | Turquie     | 29 min 32 s |
|      | Andy Vernon              | Royaume-Uni | 29 min 35 s |
| 4    | Jeroen D'Hoedt           | Belgique    | 29 min 35 s |
| 5    | Hassan Chahdi            | France      | 29 min 40 s |
| 6    | Mohamed Marhum           | Espagne     | 29 min 46 s |
| 7    | Richard Ringer           | Allemagne   | 29 min 49 s |
| 8    | Bashir Abdi              | Belgique    | 29 min 53 s |
| 9    | Koen Naert               | Belgique    | 29 min 54 s |
| 10   | El Hassane Ben Khainouch | France      | 29 min 56 s |

| Rang | Pays                                                                          | Points |
| ---- | ----------------------------------------------------------------------------- | ------ |
|      | Espagne Alemayehu Bezabeh Mohamed Marhum Iván Fernández Antonio David Jiménez | 31 pts |
|      | Belgique Jeroen D'Hoedt Bashir Abdi Koen Naert Soufiane Bouchikhi             | 49 pts |
|      | Royaume-Uni Andrew Vernon Tom Farrell Keith Gerrard Adam Hickey               | 60 pts |
| 4    | France                                                                        | 66 pts |
| 5    | Allemagne                                                                     | 69 pts |

#### Femmes
| Rang | Athlète                   | Pays        | Temps       |
| ---- | ------------------------- | ----------- | ----------- |
|      | Sophie Duarte             | France      | 26 min 34 s |
|      | Gemma Steel               | Royaume-Uni | 26 min 39 s |
|      | Ana Dulce Félix           | Portugal    | 26 min 41 s |
| 4    | Fionnuala Britton         | Irlande     | 26 min 45 s |
| 5    | Karoline Bjerkeli Grøvdal | Norvège     | 26 min 52 s |
| 6    | Almensh Belete            | Belgique    | 27 min 00 s |
| 7    | Julia Bleasdale           | Royaume-Uni | 27 min 02 s |
| 8    | Veronica Inglese          | Italie      | 27 min 12 s |
| 9    | Carla Salomé Rocha        | Portugal    | 27 min 13 s |
| 10   | Iris Maria Fuentes-Pila   | Espagne     | 27 min 17 s |

| Rang | Pays                                                                   | Points |
| ---- | ---------------------------------------------------------------------- | ------ |
|      | Royaume-Uni Gemma Steel Julia Bleasdale Lauren Howarth Stephanie Twell | 35 pts |
|      | France Sophie Duarte Clémence Calvin Christine Bardelle Laila Traby    | 54 pts |
|      | Espagne Iris Fuentes-Pila Diana Martín Lidia Rodríguez Marta Silvestre | 61 pts |

### Espoirs

#### Hommes
| Rang | Athlète           | Pays     | Temps       |
| ---- | ----------------- | -------- | ----------- |
|      | Pieter-Jan Hannes | Belgique | 24 min 02 s |
|      | Mitko Tsenov      | Bulgarie | 24 min 07 s |
|      | Nemanja Cerovac   | Serbie   | 24 min 08 s |

| Rang | Pays        | Points    |
| ---- | ----------- | --------- |
|      | Royaume-Uni | 40 points |
|      | Ukraine     | 72 points |
|      | France      | 78 points |

#### Femmes
| Rang | Athlète          | Pays        | Temps       |
| ---- | ---------------- | ----------- | ----------- |
|      | Sifan Hassan     | Pays-Bas    | 19 min 40 s |
|      | Amela Terzic     | Serbie      | 19 min 46 s |
|      | Charlotte Purdue | Royaume-Uni | 19 min 49 s |

| Rang | Pays        | Points    |
| ---- | ----------- | --------- |
|      | Royaume-Uni | 18 points |
|      | Russie      | 54 points |
|      | Pays-Bas    | 70 points |

### Juniors

#### Femmes
| Rang | Athlète        | Pays        | Temps       |
| ---- | -------------- | ----------- | ----------- |
|      | Emelia Gorecka | Royaume-Uni | 13 min 06 s |
|      | Sofia Ennaoui  | Pologne     | 13 min 16 s |
|      | Marusa Mismas  | Slovénie    | 13 min 27 s |

| Rang | Pays        | Points    |
| ---- | ----------- | --------- |
|      | Royaume-Uni | 24 points |
|      | Suède       | 75 points |
|      | Allemagne   | 95 points |

#### Hommes
| Rang | Athlète          | Pays     | Temps       |
| ---- | ---------------- | -------- | ----------- |
|      | Ali Kaya         | Turquie  | 17 min 49 s |
|      | Isaac Kimeli     | Belgique | 17 min 51 s |
|      | Mikhail Strelkov | Russie   | 18 min 05 s |

| Rang | Pays   | Points    |
| ---- | ------ | --------- |
|      | France | 48 points |
|      | Russie | 51 points |
|      | Italie | 55 points |

## Tableau des médailles
| Rang  | Nation      | Or | Argent | Bronze | Total |
| ----- | ----------- | -- | ------ | ------ | ----- |
| 1     | Royaume-Uni | 1  | 1      | 2      | 4     |
| 2     | Turquie     | 1  | 1      | 0      | 2     |
| 2     | Belgique    | 1  | 1      | 0      | 2     |
| 4     | Pays-Bas    | 1  | 0      | 0      | 1     |
| 4     | France      | 1  | 0      | 0      | 1     |
| 4     | Espagne     | 1  | 0      | 0      | 1     |
| 7     | Serbie      | 0  | 1      | 1      | 2     |
| 8     | Bulgarie    | 0  | 1      | 0      | 1     |
| 8     | Pologne     | 0  | 1      | 0      | 1     |
| 8     | Portugal    | 0  | 0      | 1      | 1     |
| 10    | Slovénie    | 0  | 0      | 1      | 1     |
| 10    | Russie      | 0  | 0      | 1      | 1     |
| TOTAL | TOTAL       | 6  | 6      | 6      | 18    |